# Карр, Эдвин
Эдвин Уильям Карр младший (англ. Edwin William Carr Jr.; 2 сентября 1928, Сидней — 25 марта 2018, Каура) — австралийский легкоатлет, специалист по бегу на короткие дистанции. Выступал за сборную Австралии по лёгкой атлетике в конце 1940-х — начале 1950-х годов, двукратный чемпион Игр Содружества, чемпион австралийского национального первенства, участник летних Олимпийских игр в Хельсинки. Также известен как хирург.

## Биография
Эдвин Карр родился 2 сентября 1928 года. Его отец Эдвин Карр старший (1899—1971) был достаточно известным в Австралии спортсменом, играл в регби, занимался лёгкой атлетикой — участвовал в спринтерских дисциплинах Олимпиады 1924 года в Париже. Сын так же занимался спортом, проходил подготовку в штате Виктория.
Впервые заявил о себе в лёгкой атлетике в 1949 году, выиграв чемпионат Австралии в беге на 400 метров.
Наибольшего успеха на международном уровне добился в сезоне 1950 года, когда вновь победил в зачёте австралийского национального первенства, вошёл в основной состав австралийской национальной сборной и побывал на Играх Британской империи в Окленде, откуда привёз две награды золотого достоинства, выигранные в беге на 440 ярдов и эстафете 4 × 440 ярдов — совместно с Джорджем Геджем, Джеймсом Хамфрисом и Россом Прайсом.
В 1952 году Карр вновь был лучшим на четырёхсотметровой дистанции чемпионата Австралии, благодаря череде удачных выступлений удостоился права защищать честь страны на летних Олимпийских играх в Хельсинки — стартовал здесь в беге на 200 и 400 метров, а также в эстафетах 4 × 100 и 4 × 400 метров, однако во всех этих дисциплинах был далёк от попадания в число призёров.
Вскоре после хельсинкской Олимпиады Эдвин Карр получил высшее медицинское образование, окончив Сиднейский университет, и впоследствии стал достаточно успешным хирургом. В 1970 году во время Вьетнамской войны работал в австралийском полевом госпитале в Вунгтау. Лауреат многих медицинских премий и знаков отличия.
Умер 25 марта 2018 года в возрасте 89 лет.